# Grande Prêmio da França de 2012 (MotoGP)
O Grande Prêmio da MotoGP da França de 2012 ocorreu em 20 de maio.

## Resultados

### Classificação MotoGP
| Pos | Piloto           | Equipe                    | Moto   | Tempo     | Pontos |
| --- | ---------------- | ------------------------- | ------ | --------- | ------ |
| 1   | Jorge Lorenzo    | Yamaha Factory Racing     | Yamaha | 49'39.743 | 25     |
| 2   | Valentino Rossi  | Ducati Team               | Ducati | +9.905    | 20     |
| 3   | Casey Stoner     | Repsol Honda Team         | Honda  | +11.298   | 16     |
| 4   | Dani Pedrosa     | Repsol Honda Team         | Honda  | +29.361   | 13     |
| 5   | Stefan Bradl     | LCR Honda MotoGP          | Honda  | +32.477   | 11     |
| 6   | Nicky Hayden     | Ducati Team               | Ducati | +32.842   | 10     |
| 7   | Andrea Dovizioso | Monster Yamaha Tech 3     | Yamaha | +59.759   | 9      |
| 8   | Cal Crutchlow    | Monster Yamaha Tech 3     | Yamaha | +1'05.152 | 8      |
| 9   | Hector Barbera   | Pramac Racing Team        | Ducati | +1'07.846 | 7      |
| 10  | Alvaro Bautista  | San Carlo Honda Gresini   | Honda  | +1'13.193 | 6      |
| 11  | james Ellison    | Paul Bird Motorsport      | ART    | +1'26.663 | 5      |
| 12  | Mattia Pasini    | Speed Master              | ART    | +1'27.633 | 4      |
| 13  | Aleix Espargaro  | Power Electronics Aspar   | ART    | 1 volta   | 3      |
| 14  | Michele Pirro    | San Carlo Honda Gresini   | FTR    | 1 volta   | 2      |
| 15  | Yonny Hernandez  | Avintia Blusens           | BQR    | 1 volta   | 1      |
| 16  | Ben Spies        | Yamaha Factory Racing     | Yamaha | 1 volta   | 0      |
| 17  | Chris Vermeulen  | NGM Mobile Forward Racing | Suter  | 2 voltas  | 0      |
| 18  | Ivan Silva       | Avintia Blusens           | BQR    | 2 voltas  | 0      |

### Classificação Moto2
| Pos | Piloto              | Equipe                       | Moto     | Tempo     | Pontos |
| --- | ------------------- | ---------------------------- | -------- | --------- | ------ |
| 1   | Thomas Luthi        | Interwetten-Paddock          | Suter    | 50'02.816 | 25     |
| 2   | Claudio Corti       | Italtrans Racing Team        | Kalex    | +6.354    | 20     |
| 3   | Scott Redding       | Marc VDS Racing Team         | Kalex    | +12.162   | 16     |
| 4   | Andrea Iannone      | Speed Master                 | Speed Up | +16.338   | 13     |
| 5   | Mika Kallio         | Marc VDS Racing Team         | Kalex    | +19.278   | 11     |
| 6   | Pol Espargaro       | Tuenti Movil HP 40           | Kalex    | +20.874   | 10     |
| 7   | Max Neukirchner     | Kiefer Racing                | Kalex    | +28.117   | 9      |
| 8   | Ratthapark Wilairot | Thai Honda PTT Gresini Moto2 | Suter    | +38.317   | 8      |
| 9   | Bradley Smith       | Tech 3 Racing                | Tech 3   | +40.940   | 7      |
| 10  | Esteve Rabat        | Tuenti Movil HP 40           | Kalex    | +44.077   | 6      |
| 11  | Toni Elias          | Mapfre Aspar Team Moto2      | Suter    | +59.583   | 5      |
| 12  | Julian Simon        | Blusens Avintia              | Suter    | +1'01.785 | 4      |
| 13  | Nicolas Terol       | Mapfre Aspar Team Moto2      | Suter    | +1'03.430 | 3      |
| 14  | Dominique Aegerter  | Technomag-CIP                | Suter    | +1'10.341 | 2      |
| 15  | Roberto Rolfo       | Technomag-CIP                | Suter    | +1'22.145 | 1      |
| 16  | Axel Pons           | Tuenti Movil HP 40           | Kalex    | +1'46.994 | 0      |
| 17  | Yuki Takahashi      | NGM Mobile Forward Racing    | Suter    | 1 volta   | 0      |
| 18  | Marco Colandrea     | SAG Team                     | FTR      | 1 volta   | 0      |

### Classificação Moto3
| Pos | Piloto             | Equipe                  | Moto        | Tempo     | Pontos |
| --- | ------------------ | ----------------------- | ----------- | --------- | ------ |
| 1   | Louis Rossi        | Racing Team Germany     | FTR Honda   | 49'12.390 | 25     |
| 2   | Alberto Moncayo    | Bankia Aspar Team       | Kalex KTM   | +27.348   | 20     |
| 3   | Alex Rins          | Estrella Galicia 0,0    | Suter Honda | +28.899   | 16     |
| 4   | Niccolò Antonelli  | San Carlo Gresini Moto3 | FTR Honda   | +33.195   | 13     |
| 5   | Arthur Sissis      | Red Bull KTM Ajo        | KTM         | +36.989   | 11     |
| 6   | Sandro Cortese     | Red Bull KTM Ajo        | KTM         | +45.312   | 10     |
| 7   | Jasper Iwema       | Moto FGR                | FGR Honda   | +58.645   | 9      |
| 8   | Alan Techer        | Technomag-CIP-TSR       | TSR Honda   | +1'05.022 | 8      |
| 9   | Ivan Moreno        | Andalucia JHK Laglisse  | FTR Honda   | +1'09.194 | 7      |
| 10  | Giulian Pedone     | Ambrogio Next Racing    | Suter Honda | +1'45.751 | 6      |
| 11  | Jonas Folger       | IodaRacing Project      | Ioda        | 1 volta   | 5      |
| 12  | Marcel Schrotter   | Mahindra Racing         | Mahindra    | 1 volta   | 4      |
| 13  | Kevin Hanus        | Thomas Sabo GP Team     | Honda       | 1 volta   | 3      |
| 14  | Alessandro Tonucci | Team Italia FMI         | FTR Honda   | 2 voltas  | 2      |
| 15  | Niklas Ajo         | TT Motion Events Racing | KTM         | 4 voltas  | 1      |